# Озонное оружие
Озонное оружие — гипотетический вид геофизического оружия, которое может применяться в целях значительного изменения условий для существования органической жизни и протекания биологических процессов на определённых географических территориях путём создания над ней благоприятных условий для прохождения жёсткого солнечного излучения (ультрафиолетовой части спектра) сквозь атмосферу к поверхности планеты. Как правило, суть воздействия заключается в изменении скорости образования озонового слоя в стратосфере посредством доставки к нему определённых химических реагентов (например соединений водорода, оксида азота и многих других), а также — технических средств их распыления. В качестве средства доставки могут быть выбраны космические средства, аэростаты, ракетные системы, артиллерийские или реактивные снаряды, распыление можно осуществлять взрывом или специальными распылителями.
Уничтожение озонового слоя над территорией противника может привести к целому ряду отрицательных последствий, среди которых особо отмечают:
- поражение гражданского населения, растительного и животного мира[2],
- понижение средней температуры и повышение влажности, что особенно опасно для районов с критическим и неустойчивым земледелием[3],
- изменение теплового баланса в атмосфере.

Предполагается, что воздействие солнечной радиации сначала отразится на снижении продуктивности животных и сельскохозяйственных растений. Повышение фона ультрафиолетовой радиации в течение значительного времени губительным образом сказывается на клеточных структурах биологических организмов и на их механизмах передачи наследственности, приводит к ожогам кожи и резкому повышению риска возникновения онкологических заболеваний.
Ключевой особенностью озонного оружия является необходимость точного согласования высоты и координат района распыления химических реагентов со временем суток, сезоном года и факторами, влияющими на состояние атмосферы в районе применения данных средств. Возможность оценки последствий применения озонного оружия представляет из себя принципиальную трудность, что является одной из причин, затрудняющих его разработку.
Тем не менее, создание и применение озонного оружия подпадают под действие Конвенции ООН о запрещении военного или любого иного враждебного использования средств воздействия на природную среду от 1977 года.